# Amiga CDTV
CDTV (Commodore Dynamic Total Vision) je u publikacijama tvrtke Commodore prikazivan kao prvi CD igrajući sustav.
Izlazak ovog sustava na tržište dogodio se polovicom 1991. godine i ubrzo postaje jedan od najneuspješnijih računalnih proizvoda svih vremena. Commodore nikad nije izdavao prodajne brojke za svoje proizvode, ali konačni broj prodanih primjeraka je bio ispod 100 tisuća, dok neki izvori tvrde da je samo 10 tisuća komada ovog računala našlo svog kupca.
Neuspjeh ovog računala je prije svega potpomogao Commodore koji nije potpisao sporazume sa softverskim kompanijama za proizvodnju programa. CDTV je bio jednostavno odličan igraći sustav bez igri. Financijski gubici stvoreni ovim projektom ganjat će Commodore do njegovog bankrota.
Unutrašnja arhitektura ovog računala je bila identična s računalom Amiga 500 samo s razlikom da su tipkovnica i disketni pogon zamijenjeni optičkim pogonom.
Lekcije iz ovog projekta Commodore je uspio shvatit, tako će koju godinu kasnije izdanje konzole CD32 pratiti sporazumi s proizvođačima softvera.